# سلی آیلرس
سَلی آیلرس (انگلیسی: Sally Eilers؛ ‏ ۱۱ دسامبر ۱۹۰۸ – ۵ ژانویهٔ ۱۹۷۸) بازیگر اهل ایالات متحده آمریکا بود.
از فیلم‌هایی که وی در آن نقش داشته‌است، می‌توان به آسیاب سرخ، دیشب را به‌خاطر داری؟، سربازان پیاده، طلوع: آواز دو انسان، دختر بد، مردم عادی، فرودگاه مرکزی، یک ترور مقدس، رودخانه خسته، کاهش و کارناوال اشاره کرد.